# 排外主義
排外主義（はいがいしゅぎ）は自らが属すると信じる集団に他の集団や民族などを対立させ、後者を攻撃的に排斥しようとする立場・主張の総称。ナショナリズムやレイシズムと同一視されることもあるが、いまだ学術的な定義は確立しておらず、文脈によって様々な立場で議論されている。

## 用語
日本語の「排外主義」は明治時代にすでに用例があり、いわゆる不平等条約の改正が課題となっていた1898年（明治31年）に、外国人の私権制限をめぐる議論動向を報じた雑誌は「世上の論者は一概に修正案は頑迷者流の攘夷論なり排外主義なりと罵言し、原案は近世の文明主義なりと賞賛す」と述べ「攘夷」とほぼ同一の語とみなしている。
またレーニンは自らの著作において、カウツキーらの立場を〈口先では社会主義をとなえるが実際には異民族の抑圧を歓迎している〉として "socialisme chauvin" と呼んで攻撃しているが、これは「社会排外主義」と訳され、この用語は1990年代の社会学用語辞典では「極度に反動的なブルジョワ民族主義」などと定義されている。
しかし2000年代以降、世界的な移民の増加とそれに対する排他的運動が欧米を中心に大きな問題となり、日本では2010年頃から特に「在日特権を許さない市民の会（在特会）」に象徴される在日コリアンなどを対象としたヘイトスピーチ運動と強く結びついて、排外主義という言葉が、自らと異なるとみなす他者への排他的・攻撃的な行動の背景として再注目されるようになった。
ただし現在でも「排外主義」という用語の学術的な定義は広く共有されておらず、しばしば対立・差別・分断といった隣接する概念が入り交じった形で議論されるが、日本の文脈を踏まえたうえで「自らが位置する国民的・社会的・私的空間から他者を物理的／象徴的に排除しようとする主張や実践」とする定義などが提案されている。
そのように異なる語義が入り交じって用いられるため英訳例も様々だが、社会学社の塩原良和は "exclusionism" の訳語をあてている。また文脈によって「chauvinism（ショービニズム＝熱狂的愛国主義）」とも訳されるほか、アメリカ合衆国・オーストラリアなど移民によって成立した国における用語として「nativism（ネイティビズム＝移民排斥主義）」、またより一般的な表現として「xenophobia（ゼノフォビア＝外国人嫌悪・外国人恐怖症）」や「jingoism（ジンゴイズム＝国粋主義・好戦的愛国主義）」などの用語がある。

## 概要
上述のとおり「排外主義」という用語への注目は近年になって急速に高まったが、欧米では「反移民感情」との結びつきが大きな関心対象となり、主に年齢・職業・学歴との関係について研究が蓄積されている。
年齢では、一般的な傾向として、反移民感情は年齢が高くなるほど強くなると報告されている。職業では、失業者・退職者といった社会的にマー ジナルな位置にある者ほど反移民の感情を強く持ち、また職業的地位が低い者の方が移民の就職差別を容認する傾向が強まっている。
学歴では、高学歴になるほど反移民感情が弱まることについて研究者間の広範な合意がある。これは学歴が高くなると人権意識が強まるというよりも、移民と仕事をめぐって競合しにくくなるという理由によるものと考えられている。
当初、欧米では反移民感情が極右政党の国政進出を後押しする大きな要因となったと考えられていたが、様々な調査の結果、上記のような年齢・職業・学歴との結びつきに比べると、反移民感情の動向は政党支持と明確に直結しないと考えられるようになってきた。高学歴者が極右政党に投票しない傾向について研究者間の意見はおおむね一致しているが、他方で、高等教育を受けていない者が必ずしも極右政党を支持するわけではない。

## 歴史上の事例

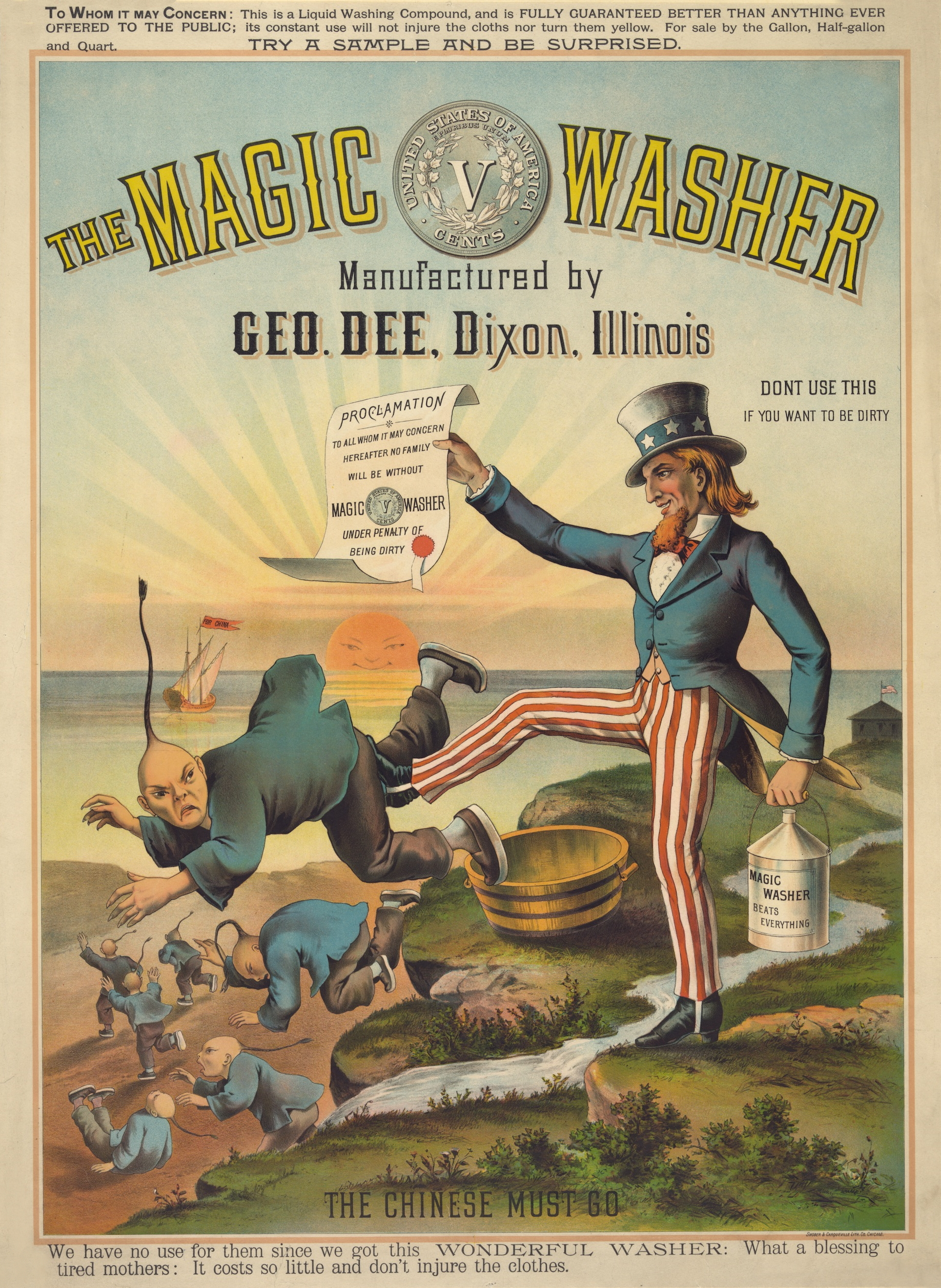
中国人排斥法に関して19世紀に描かれたアメリカ合衆国の人種差別風刺画

- 20世紀にはナチス・ドイツがユダヤ人・ロマ・スラブ人の追放政策を実行（後にユダヤ人・ロマに関しては追放から絶滅政策に転換）、戦後はドイツ人が東欧諸国の排外主義によるドイツ人追放に遭った。

- アメリカ合衆国でも清教徒がカトリックのメキシコ人を認めず排斥したり、アンドリュー・ジャクソンの「先住民強制移住法」による先住民の強制排除[22]、黄禍論が唱えられたり排日移民法が制定されたりした事実がある。
- 日本統治下の朝鮮半島では朝鮮排華事件が起きた。
- 山川均は中国政府が抗日教育を普及して抗日感情を煽ったことが、1937年の通州事件における鬼畜以上の残虐性に繋がったとして、人間の一皮下に隠れている鬼畜が排外主義と国民感情で扇動すると鼻孔に針金を通すまでになると扇動を批評している[23]。

## そのほか

### 排外主義を主張しているとされる団体・政党
※現存しないものを含む。
- 日本 - 右翼団体、国家社会主義日本労働者党、新攘夷運動 排害社、新社会運動、維新政党・新風、在日特権を許さない市民の会、日本保守党、参政党
- ネオナチ団体 - 欧米諸国、モンゴル
- アメリカ合衆国 - クー・クラックス・クラン、アメリカ・ナチ党
- イギリス - イングランド防衛同盟
- フランス - アクション・フランセーズ、国民戦線
- ドイツ - ドイツ国家民主党、ドイツのための選択肢
- ロシア - ロシア自由民主党、国家ボリシェヴィキ党
  - ロシアの政党#民族主義・愛国主義も参照の事。
- アフガニスタン - ターリバーン
- ISILイラクレバントのイスラム国
- イスラエル - イスラエル我が家、カハ
- ギリシャ - 黄金の夜明け (ギリシャの政党)
- オーストリア - オーストリア自由党、オーストリア未来同盟
- デンマーク - デンマーク国民党
- ブルガリア - アタカ国民連合
- ウクライナ - 右派セクター
- インド - シヴ・セーナー
- 南アフリカ共和国 - アフリカーナー抵抗運動
- 清朝 - 義和団

### 風刺作品
- アニメ「ザ・シンプソンズ」
  - シーズン20 第21回「スプリングフィールドへ大移動（原題："Coming to Homerica"）」（専門チャンネルFOX）

## 関連文献

### 日本
- 岡本雅享監修『日本の民族差別 : 人種差別撤廃条約からみた課題』（明石書店、2005）ISBN 4750321397
- 河合優子『日本の人種主義 : トランスナショナルな視点からの入門書』（青弓社、2023）ISBN 9784787235190
- 橋口直人『日本型排外主義 : 在特会・外国人参政権・東アジア地政学』（名古屋大学出版会、2014）ISBN 9784815807634
- 橋本直子『なぜ難民を受け入れるのか : 人道と国益の交差点』（岩波新書、2024）ISBN 9784004320180
- 宮島喬『「移民国家」としての日本 : 共生への展望』（岩波新書、2022）ISBN 9784004319474
- 毛受敏浩編著『自治体がひらく日本の移民政策 : 地域からはじまる「移民ジレンマ」からの脱却　第2版』（『河岸出版、2024）ISBN 9784750357157
- 安田浩一・安田菜津紀『外国人差別の現場』（朝日新聞出版、2022）ISBN 9784022951748

（論文）
- 永吉希久子「日本の排外意識に関する研究動向と今後の展開可能性」（『東北大学文学研究科研究年報』66, 2017）
- 村田ひろ子「国への愛着と対外国人意識の関係」（『放送研究と調査』ＮＨＫ放送文化研究所、2017年3月）

## 関連統計・報告書など
- 人種差別撤廃条約｜外務省（2024）
- 多文化共生の推進｜総務省（2020-2021）
- 外国人との共生社会の実現に向けたロードマップ｜出入国在留管理庁（2025）
- 外国人の人権問題｜東京都・総務局
- ヘイトスピーチ関連法令｜法務省

（調査・統計）
- 移民政策データバンク
- 在留外国人統計｜出入国在留管理庁
- 海外在留邦人調査統計｜外務省